# 레다메스 리즈
레다메스 코리 리즈(스페인어: Radhamés Corey Liz, 1983년 10월 6일 ~ )는 도미니카 공화국의 야구 선수이자, 현 레오네스 데 유카탄의 투수이다.

## 미국 프로야구 시절
2007년에 볼티모어 오리올스에 입단하였다.

## 한국 프로야구 시절

### LG 트윈스시절
2011년에 입단하였다. 2011년 1군 30경기에 출전해 11승 13패, 3점대 평균자책점의 준수한 성적으로 재계약에 성공했으나 마무리로 시즌을 시작한 2012년에는 시즌 초 블론 세이브를 거듭하며 다시 선발로 돌아올 정도로 3점대 평균자책점에도 불구하고 5승 12패로 아쉬운 성적을 남겼다. 2013년에는 32경기에 출전해 10승 13패, 3점대 평균자책점으로 다시 두 자릿수 승리를 거뒀으나 미국으로 복귀해 재계약이 무산됐다. 그리고 리즈는 선수에게 머리를 맞춰 큰 사고를 당하게 하는 선수 중 한 명이었다.
LG의 연고지는 아니지만 모국인 도미니카 공화국의 하계 기후와 거의 비슷한 대구광역시를 매우 반겼고, 이 때문에 대구 원정에서는 삼성 라이온즈를 상대로 매우 강했다.

## 미국 프로야구 복귀
2014년에 토론토 블루제이스에 입단하였다.

## 일본 프로야구 시절
2016년에 도호쿠 라쿠텐 골든이글스에 입단하였다.

## 도미니카공화국 프로야구 시절
2017년에 에스트레라스 오리엔타레스에 입단하였다.

## 미국 프로야구 재복귀
2018년에 밀워키 브루어스에 입단하였다.

## 대만 프로야구 시절
2019년에 Lamigo 몽키스에 입단하였다.